# Спряжений оператор
Спря́жений оператор — одне з важливих понять в функціональному аналізі.

## Означення
Нехай  {\displaystyle A:E_{1}\to E_{2}} — лінійний неперервний оператор, що відображає нормований простір {\displaystyle E_{1}} в нормований простір {\displaystyle E_{2}}. Тоді спряженим оператором оператору {\displaystyle A} називається таке відображення {\displaystyle A^{*}:E_{2}^{*}\to E_{1}^{*}} спряжених просторів, що діє згідно з правилом: 
{\displaystyle (A^{*}f)(x)=f(Ax)(\forall f\in E_{2}^{*},\forall x\in E_{1}).}
Рівності можна надати більш виразної форми, якщо значення {\displaystyle \phi (x)} функціонала {\displaystyle \phi \in E^{*}} на елементі {\displaystyle x\in E} записувати у вигляді {\displaystyle \left\langle x,\phi \right\rangle }. Тоді спряжений оператор {\displaystyle A^{*}} визначається рівністю 
{\displaystyle \left\langle x,A^{*}f\right\rangle =\left\langle Ax,f\right\rangle (\forall f\in E_{2}^{*},\forall x\in E_{1}).}

## Гільбертів простір
Відмітимо, що, згідно з теоремою Ріса про загальний вигляд лінійного неперервного функціоналу, заданого на гільбертовому просторі {\displaystyle H}, оператор {\displaystyle A^{*}:H\to H}, спряжений до лінійного неперервного оператора {\displaystyle A:H\to H}, визначається за допомогою рівності 
{\displaystyle (x,A^{*}y)=(Ax,y)(\forall x,y\in H),}
що збігається в такому випадку з рівністю, якою визначається спряжений оператор.
В гільбертовому просторі найцікавішими є ті оператори, що рівні своїм спряженим: {\displaystyle A^{*}=A}, так звані самоспряжені оператори. Таким чином, оператор {\displaystyle A\in {\mathcal {L}}(H)} називається самоспряженим, якщо 
{\displaystyle (Ax,y)=(x,Ay)} для довільних елементів {\displaystyle x} і {\displaystyle y} гільбертового простору {\displaystyle H}. Для самоспряженого оператора {\displaystyle A:H\to H} справедлива рівність {\displaystyle \lVert A\rVert =\sup _{\lVert x\rVert \leq 1}|(Ax,x)|}.